# Житомирський професійний ліцей харчових технологій
Житомирський професійний ліцей харчових технологій — державний професійно-технічний навчальний заклад другого атестаційного рівня.
Житомирський професійний ліцей харчових технологій має  право на здійснення   навчання за освітньо-кваліфікаційним рівнем «кваліфікований робітник» за 14 ліцензованими професіями, у сфері торгівлі, громадського харчування та хлібопекарського виробництва області. Щорічно в ліцеї навчаються понад 400 учнів.

## Історія
Професійно-технічне училище № 18 м. Житомира створене у 1937 році, як торгово-кулінарне училище підготовки робітників для закладів громадського харчування. У 1962 році на базі школи торгово-кулінарного учнівства Міністерство торгівлі УРСР створило технікум радянської торгівлі, у якому навчалися спецгрупи продавців промислових та продовольчих товарів і кухарів
29 жовтня 1966 року внаслідок реорганізації створено самостійні навчальні заклади технікум радянської торгівлі та професійне торгово-кулінарне училище Міністерства торгівлі України. З 25.06.1985 року ПТУ № 18 м. Житомира підпорядковане обласному управлінню профтехосвіти,  а з 1988 року – управлінню освіти. В 1997 році відбулося об’єднання ПТУ № 18 та ПТУ № 44 м. Житомира (наказ Міносвіти України від 14.06.1997 р. № 180). 16 вересня 1997 року ПТУ № 18 зареєстроване Житомирським міськвиконкомом як суб’єкт господарської діяльності (свідоцтво № 3892).
Наказом Міністерства освіти і науки України від 01.08.2003 року № 512 професійно-технічне училище № 18 м. Житомира реорганізовано в Житомирський професійний ліцей харчових технологій  з 01.09.2003 року.
Ліцей співпрацює з підприємства торгівлі  ТОВ «ЕКО», ТОВ «Сільпо»,  ТзОВ «ПАККО-Холдинг» Україна, магазин «Вопак» № 10,  ТОВ «Умілець»,  ресторанного господарства: ресторан «Буржуа»,  «Анна», «Гайки», кафе «Мета», «Явір», «Волна», «Порцеляна плюс», «Джерельце»,  ПРАТ «Золотий каравай», які надають учням ліцею  робочі місця та робочі ділянки для проходження виробничого навчання та виробничої практики.  В літній період учні проходять виробничу практику на базах відпочинку в смт. Затока Одеської області. Очолює ліцей з 2000 року   Анатолій Миколайович  Шмалюк.
У позаурочний час учні зайняті у спортивних секціях, гуртках художньої самодіяльності. Неодноразово учні ліцею брали участь у Всеукраїнських конкурсах як професійного спрямування, так і художнього напрямку де займали призові місця.
У п'ятницю, 27-го листопада 2015 р, на будівлі Житомирського професійного ліцею харчових технологій (ЖПЛХТ) відбудеться урочисте відкриття меморіальних дощок учням ліцею, полеглим в зоні АТО Атаманчуку Олександру та Котвіцькому Володимиру.
У 2017 році заклад припинив свою діяльність.

## Відомі випускники
- Атаманчук Олександр Олександрович — старший солдат Збройних сил України, учасник війни проти російських окупантів.
- Булигін Максим Віталійович — солдат Збройних сил України, учасник війни проти російських окупантів.
- Котвіцький Володимир Вікторович — старший солдат Збройних сил України, учасник війни проти російських окупантів.